# Stephen, Prefecto de Amalfi
Stephen (o Stefanus) era el prefecto de Amalfi entre 879 y 898. Estaba casado con una hija del primer prefecto Marino.
Sucedió a su hermano Pulcharius mientras que la ciudad estaba bajo un interdicto. En el año 897, entró en una guerra con el ducado de Sorrento y el Ducado de Nápoles. Fue capturado por los sorrentinos, pero rescatado,  murió poco después, en 898. Fue sucedido por Manso, de un clan no relacionado.

## Fuente
- Skinner, Patricia. Family Power in Southern Italy: The Duchy of Gaeta and its Neighbours, 850-1139. Cambridge University Press: 1995.

- Datos: Q7608513